# شمدینان
شَمدینان (به آشوری: ܫܲܡ̱ܣܕܝܼܢ، (تلفظ: شمسدین)، به کردی کرمانجی: Şemdinan، به ترکی: Şemdinli) ناحیه‌ای کوهستانی در استان حکاری در جنوب شرقی ترکیه و هم‌مرز با ایران و عراق است.
این ناحیه امروز یکی از شهرستان‌های استان حکاری را تشکیل می‌دهد.
نام قدیم شمدینان، ناوشار بوده‌است. نام شمدینان کردی‌شدهٔ شمس‌الدینان است و از نام امیرشمس‌الدین، نیای کردهای بیگ‌زاده شمدینان گرفته شده. بیگ زاده های شمدینان متفاوت از بیگ زاده های منطقه ترگور ارومیه بوده و جدشان امیر شمس‌الدین، تا اواخر سدهٔ ۱۹ میلادی بر این منطقه حکم می‌راند. بیگ زاده های شمدینان ابتدا به میان ایل هرکی آمده و در این خلال توانستند نظر بزرگان ایل هرکی را به خود جلب کنند و با شیخ ملا عثمان افندی جد اعلای طایفه ملا از ایل هرکی سرهاتی که ریاست ایل هرکی را در آن وقت داشتند پیوندهای خانوادگی تشکیل دهند و به طبع آن بر نفوذ و قدرت خود بر این منطقه از کردستان افزودند
مردم شمدینان کرد کرمانج هستند و از قدیم اقلیت بزرگی از مسیحیان نسطوری در این منطقه زندگی می‌کردند.